# Vacarisses
Vacarisses település Spanyolországban, Barcelona tartományban. Lakosainak száma 7563 fő (2024).

## Földrajza
Vacarisses Rellinars, Mura, Terrassa, Viladecavalls, Olesa de Montserrat, Esparreguera, Monistrol de Montserrat és Castellbell i el Vilar községekkel határos.

## Népesség
A település lakosságának változását az alábbi diagram mutatja:
| Lakosok száma | 399  | 949  | 554  | 383  | 594  | 3931 | 5872 | 6218 | 6688 | 7563 |
|               | 1717 | 1887 | 1936 | 1960 | 1986 | 2004 | 2009 | 2014 | 2019 | 2024 |